# بلک‌سد
بلک‌سَد (به انگلیسی: blacksad) یک مجموعه کامیکس شامل شش جلد است که هر جلد از آن داستان مخصوص به خود را دارد. دو اسپانیایی که در فرانسه زندگی می‌کنند به نام‌های خوان دیاز کانالز(نویسنده) و خوانخو گوارنیدو(طراح) هر کدام به ترتیب وظیفهٔ نویسندگی و طراحی این مجموعه را بر عهده داشته‌اند. بلک‌سد ابتدا در کشور فرانسه و به زبان فرانسوی منتشر می‌شود و هر جلد آن با اختلاف ۱ ماه (گاهی کمتر و گاهی بیشتر) نسبت به نسخهٔ فرانسوی در اسپانیا هم منتشر می‌شود. مجموعه کامیک‌های بلک‌سد به زبان‌های بسیاری از جمله زبان‌های اسپانیایی،فرانسوی (که گویا مخاطبان اصلی مجموعه هستند)بلغاری،چینی،دانمارکی،هلندی،انگلیسی،فنلاندی،
یونانی،عبری،مجارستانی،ایسلندی،ایتالیایی،ژاپنی،نروژی،پرتغالی،رومانیایی،آلمانی،روسی،صربی،سوئدی،لهستانی،ترکی و اوکراینی منتشر شده‌است و نسخه دارک هورس کامیکس این مجموعه نیز با تغییرات بصری در بعضی از بخش های آن در ایالات متحده آمریکا به چاپ رسیده‌است. بلک‌سد را یکی از بهترین کامیک‌های کاراگاهی(نوآر) در صنعت کامیک بوک می‌دانند.
سری کامیک‌های بلک‌سد شامل شش جلد است:
۱- somewhere within shadows(جایی در میان سایه‌ها) سال ۲۰۰۰ میلادی
داستان:جان بلک‌سد بعد از شنیدن خبر به قتل رسیدن معشوقه سابق خود یعنی ناتالیا ویلفورد تصمیم می‌گیرد که قاتل وی را پیدا کند و در همین حین با مشکلات روحی مختلفی دست و پنجه نرم می‌کند.
۲- arctic nation(ملت شمالگان)سال ۲۰۰۳ میلادی
داستان:جان بلک‌سد توسط یک معلم مهد کودک به نام دوشیزه گری استخدام می‌شود تا کودک گم شده‌ای را به اسم کایلی پیدا کند، اما مشکل اینجاست که او همزمان به چندین نفر مشکوک است و کوچک‌ترین سر نخی از این کودک گم شده ندارد.
۳- red soul(روح سرخ) سال ۲۰۰۵ میلادی
داستان:وقایع این نسخه تا حدود زیادی متفاوت از سایر نسخه‌ها است و بیشتر به سیاست‌های آمریکا در دوران ترس مردم از جنگ هسته ای می‌پردازد و بلک‌سد در این نسخه خود را ناخواسته در یک بازی سیاسی میابد.
۴- a silent hell(یک جهنم خاموش) سال ۲۰۱۰ میلادی
داستان:وقایع این نسخه دربارهٔ یک نوازنده پیانو است که مدتی است ناپدید شده و یک نوازنده موسیقی جاز به نام لاشاپلی از بلک‌سد درخواست می‌کند که این نوازنده پیانو را که سباستین فلچر نام دارد و اعتیاد شدیدی به هروئین دارد را پیدا کند.
۵- amarillo(آماریلو)سال ۲۰۱۴ میلادی
داستان:بلک‌سد بر حسب یک اتفاق با یک شخص تگزاسی مواجه می‌شود که در جواب بلک‌سد برای جستجوی کار از او می‌خواهد که ماشین کادیلاک گران قیمیتش را به اوکلاهاما منتقل کند.
۶- they all fall down-part 1(همه آنها سقوط خواهند کرد - بخش ۱) سال ۲۰۲۱ میلادی
سری کامیک‌های بلک‌سد در کشور ایران بسیار نادیده گرفته شده‌است و می‌توان گفت عمده طرفداران این مجموعه را فرانسوی‌ها تشکیل می‌دهند.

## طراحی
طراحی پنل‌ها:
کامیک‌های بلک‌سد در ایالات متحده آمریکا و در بازه زمانی ۱۹۵۰ این کشور روایت می‌شوند، سری کامیک‌های بلک‌سد جنبه ای تاریک و اتمسفری گیرا دارند، همچنین برخلاف اکثر کتاب‌های کامیک جهانی عادی و به دور از تخیلات رایج دارد، همان‌طور که دیاز کانالز در مصاحبه‌هایش گفته کمیک خود را بر اساس قواعد ژانر نوآر نوشته‌است و به خصوص در قسمت اول(و تا حدودی قسمت چهارم) شاهد اتمسفر تاریک و گیرای مجموعه هستیم. به علاوه این موارد اجزای هر پنل از کامیک‌های بلک‌سد دارای جزئیات بسیار بالا و رنگ‌بندی‌های مختلف است، طراحی کاراکترها هم با جزئیات زیادی همراه است، همچنین نورپردازی واقع گرایانه و به تصویر کشیدن نقاط مختلف جهان بلک‌سد باعث برقراری ارتباط بهتر بین جهان کامیک و مخاطب شده‌است.
شخصیت‌ها:
شخصیت‌های کامیک بلک‌سد از اضافه گویی پرهیز می‌کنند و هر جمله و هر کلمه در اکثر مواقع در زمان مناسب توسط نویسنده در کامیک پیاده‌سازی شده‌است، در جهان بلک‌سد تقریباً تمامی کاراکترها به شناخت کافی از جهان پیرامون خود رسیده‌اند. یکی دیگر از نکات مهم کامیک این است که جان بلک‌سد نسبت به سایر شخصیت‌ها در کامیک تقریباً هیچ برتری قابل توجهی ندارد و کاراکتری خاکستری رنگ است؛ برخلاف سایر کامیک ها (مخصوصا کامیک‌های ابرقهرمانی) نویسنده شما را تشویق نمی‌کند که بلک‌سد را شخصیتی بی نقص بدانید.

## خالقان
خوان دیاز کانالز:خوان دیاز کانالز در سال ۱۹۷۲ در شهر مادرید به دنیا آمد، وی تا سن ۲۴ سالگی به تحصیل در دانشگاه کیمپوسنته مادرید پرداخت و پس از آشنایی با خوانخو گوارنیدو ایده پیاده‌سازی بلک‌سد کلید خورد و نهایتاً در سال ۲۰۰۰ بلکسد:جایی در میان سایه‌ها منتشر شد. دیاز کانالز در سن ۱۸ سالگی به‌عنوان طراح پنل‌های انیمیشن در استودیوی لاپیز آزول شروع به کار کرد جایی که با گوارنیدو آشنا شد. او با همکار نویسنده اش ترسا والرو ازدواج کرده و پدر سه فرزند است.
خوانخو گوارنیدو:خوانخو گوارنیدو در سال ۱۹۶۷ در سالوبرنا به دنیا آمد. پس از مدتی با خانواده اش به گرانادا نقل مکان می‌کند، طی سال‌های تحصیلی او در نشریات کمیکی به اسم ارتش سیاره آگوستینی سرپرست تولید، ترجمه و چاپ کامیک‌های مارول بود فعالیت می‌کرد و از آنجایی که او می‌دانست که صنعت کامیک بوک در اسپانیا رونق چندانی ندارد به حرفه پویا نمایی رو آورد. در سال ۱۹۹۰ و در سن ۲۳ سالگی به مادرید نقل مکان کرد و در استودیوی لاپیز آزول با خوان دیاز کانالز ملاقات کرد. گوارنیدو اکنون در پاریس ساکن است و پدر سه فرزند است.

## بازی ویدئویی
در سال ۲۰۱۹ استودیوی اسپانیایی pendulo ساخت بازی blacksad under the skin را به پایان رساند و استودیوی microids نیز ناشر این بازی بود، این بازی در نهایت با نقدهای متوسطی از سوی منتقدان روبرو شد و برای تمامی کنسول‌های نسل هشتمی یعنی پلی استیشن ۴، ایکس باکس وان ،نینتندو سوئیچ و همچنین کامپیوتر عرضه شده‌است.

## شخصیت‌های اصلی
جان بلک‌سد:یک کارگاه خصوصی که یک گربه سیاه است و در محله ای فقیر نشین و با حمایت اوتو لیبر بزرگ شده‌است. او در دوران کودکی قالب اوقات مشکلات زیادی را با پلیس داشته‌است. او همچنین در جنگ جهانی دوم خدمت کرده و دارای مهارت‌های مبارزه تن به تن است، او همچنین به مدت یک سال دانشجوی رشتهٔ تاریخ بوده‌است. بلک‌سد بیشتر مایل به عمل کردن است تا حرف زدن و این مورد تا حدود زیادی در کامیک‌های این سری دیده می‌شود. وی همچنین با نام تقلبی جان اچ بلک مور هم فعالیت می‌کند و در اکثر مواقع کت ترنچش را به تن دارد.
ویکلی:یکی از دوستان صمیمی بلک‌سد که یک گزارشگر است و یک موش خرما(راسوی اهلی) ی قهوه ای است. ویکلی شخصیت پر حرف و کنجکاوی دارد و در بعضی مواقع با وجود بداخلاق بودن بلک‌سد به او کمک می‌کند.
اسمیرنوف:رئیس پلیس و یکی از دوستان بلک‌سد، که یک سگ قهوه ای از نژاد  جرمن شپرد است و به علت نفوذ بالا، گاهی به بلک‌سد کمک می‌کند و یا به او اطلاعات می‌رساند.